# عزيز خانكي
عزيز خانكي (1873 - 1956) هو مُحامٍ ومُؤرخ مصري حلبيُّ الأصل.

## نبذة
وُلد خانكي في القاهرة في العام 1873، وهو من طائفة الأرمن الكاثوليك. تلقَّى تعليمَه بالمدرسة الخديوية، وبعد أن تخرَّج فيها التحق بمدرسة الحقوق بجامعة القاهرة، وتفقَّه بالأزهر، وحضر العديد من الدروس التي ألقاها الشيخ محمد عبده.
عمل بالمحاماة (1898)، وإليه يعود الفضل في إنشاء نقابة المحامين بمصر، واهتمَّ كثيرًا بتدوين الأحداث؛ فأصدر ما يقرب من أربعين كُتيبًا، وكان يقوم بتوزيعها على القُراء بالمجان.
تُوفِّي في القاهرة في العام 1956.

## مؤلفاتة
له العديد من المقالات والمؤلفات القانونية والتاريخية، منها:
- الطعن في الأحكام بطريق النقض والإبرام
- الملكية العقارية في مصر
- رسائل في الوقف
- عشر رسائل في القضاء والتشريع
- قضاء المحاكم في مسائل الأوقاف
- ما هنا وهناك
- الإسكندر الأكبر
- خاطرات تاريخية
- طرائق تاريخية
- نابليون ومحمد علي
- أحاديث عمرانية اجتماعية تشريعية
- شئون مصرية
- خمسة أعوام في شرق الأردن
- المحاماة قديمًا وحديثًا- كتبه بالاشتراك مع ابنه جميل خانكي.[8]